# Зюлково (Великопольське воєводство)
Зюлково (пол. Ziółkowo, нім. Holdau) — село в Польщі, у гміні Ґостинь Гостинського повіту Великопольського воєводства.
Населення — 310 осіб (2011).
У 1975-1998 роках село належало до Лешненського воєводства.

## Демографія
Демографічна структура станом на 31 березня 2011 року:
|          | Загалом | Допрацездатний вік | Працездатний вік | Постпрацездатний вік |
| -------- | ------- | ------------------ | ---------------- | -------------------- |
| Чоловіки | 146     | 32                 | 100              | 14                   |
| Жінки    | 164     | 35                 | 101              | 28                   |
| Разом    | 310     | 67                 | 201              | 42                   |